# Diaxenes dendrobii
Diaxenes dendrobii är en skalbaggsart som beskrevs av Charles Joseph Gahan 1894. Diaxenes dendrobii ingår i släktet Diaxenes och familjen långhorningar.
Artens utbredningsområde är Burma. Inga underarter finns listade i Catalogue of Life.